# Don Francks
Donald Harvey Francks (Vancouver, 28 februari 1932 – Toronto, 3 april 2016) was een Canadees acteur, muzikant en kunstenaar. 
Don Francks is vooral bekend in zijn rol als 'Walter' in de Canadese televisieserie Nikita (1997-2001).
Hij had vier kinderen: actrice Cree Summer (7 juli 1969), acteur Rainbow Francks (3 december 1979), Trane Francks en Tyler Francks.

## Filmografie
- Lie with Me (2005)
- My Name Is Tanino (2002)
- Dinner at Fred's (1999)
- Summer of the Monkeys (1998)
- The Minion (1998)
- Nikita (TV) (1997-2001)
- Bogus (1996)
- Harriet the Spy (1996)
- Johnny Mnemonic (1995)
- Paint Cans (1994)